# 马勒塞布站
马勒塞布站（法語：Gare de Malesherbes）是法国的一个铁路车站，位于法国卢瓦雷省市镇勒马勒塞布瓦。

## 概况
马勒塞布站虽然停靠RER，但由于其本身已位于法兰西岛以外的卢瓦雷省境内，因此法兰西岛1-5圈的通勤卡（法語：Navigo）在本站不能直接使用，乘客需购买单程纸质车票。此外，由于马勒塞布站附近人口密度较小，因此经停马勒塞布站的车次频率并不高，谷峰期平均间隔在1小时左右。

## 位置
马勒塞布站位于勒马勒塞布瓦市区的西部。车站大致呈南北走向，开口朝东。

## 设施
马勒塞布站设有人工售票窗口和自动售票机。

## 停靠线路
以下列车线路在马勒塞布站停靠：
| 马勒塞布站列车线路表         |            |           |          |          |
| 起点                         | 上一站     | 线路      | 下一站   | 终点     |
| 维利耶勒贝勒-戈内斯-阿努维尔 | 布瓦涅维尔 | [T] · (D) | （终点） | （终点） |

## 配套交通

### 长途客车
| 停靠马勒塞布站的大巴车 |                       |                                                                          |
| 上下车地点             | 运营单位              | 主要目的地                                                               |
| 马勒塞布站门口         | 卢瓦雷省城际客运 Ulys | - 14号线：博蒙迪加蒂奈、欧克西、蒙塔日 - 22号线：芒什库尔、皮蒂维耶      |
| 马勒塞布站门口         | SNCF                  | （当某条铁路线施工或罢工时，SNCF可能也会提供途径该线路沿途站点的大巴车） |
| 1. 2.                  |                       |                                                                          |

### 市内交通
马勒塞布站附近暂无城市公共交通线路。

### 社会车辆
马勒塞布站门口设有社会车辆停车场。

## 临近车站
| 马勒塞布站（Gare de Malsherbes） |                        |          |
| 上行车站                         | 线路                   | 下行车站 |
| 布瓦涅维尔站                     | 圣乔治新城－蒙塔日铁路 | （终点） |
| - 本表仅显示运营中的线路及车站   |                        |          |